# Ernest C. Pasour
Ernest C. Pasour, Jr. (...) è un economista statunitense, esponente della scuola austriaca e professore emerito di economia agricola alla North Carolina State University. Ottenne il suo Ph.D. in economia agricola alla Michigan State University e trascorse un anno sabbatico alla University of Chicago e alla National Science Foundation.
È autore di diverse pubblicazioni, nelle quali sostiene le tesi della scuola austriaca. Ha inoltre lavorato per importanti pubblicazioni libertarie, austriache e non schierate, tra le quali troviamo The American Journal of Agricultural Economics, Constitutional Political Economy, The Freeman, The Journal of Libertarian Studies, Minerva, National Tax Journal, Public Choice, Reason, The Review of Austrian Economics, The Southern Economics Journal, The Wall Street Journal.
Ha ricevuto un Leavey Award for Excellence in Private Enterprise Education dalla Freedoms Foundation at Valley Forge.

## Opere
- Agriculture & the State: Market Processes & Bureaucracy, 1990
- Plowshares & Pork Barrels, 2005